# 広井勇
広井 勇（旧字体：廣井 勇󠄁、ひろい いさみ、1862年10月24日（文久2年9月2日） - 1928年（昭和3年）10月1日）は、日本の土木工学者。元東京帝国大学教授。高知県出身。札幌農学校（現在の北海道大学）卒業。「港湾工学の父」と呼ばれた。

## 生涯

### 高知から東京、そして札幌へ
1862年（文久2年）、土佐国佐川村（現、高知県高岡郡佐川町）において、筆頭家老深尾家の家臣で土佐藩御納戸役を務める広井喜十郎とその妻、寅子との間に長男、数馬として生まれる。同郷同世代の牧野富太郎同様、幼い頃から郷校名教館（めいこうかん）で儒学者伊藤蘭林（1815年-1895年）に学んだ。数馬の曽祖父広井遊冥（1770年-1853年）もまた、かつて名教館で儒学や和算を教えており、蘭林はその弟子であった。
当時はまだ安政南海地震の爪跡が残る時代だったが、幼い頃の数馬は浦戸湾の入口にあたる種崎村（現、高知市）の海岸で、十数年前に津波が襲来した際、堆砂の中に埋没し忘れられていた堤防が露出して津波を防いだという話を聞かされたと記している。この堤防は、遡ること200年前の1655年（明暦元年）に、野中兼山が造らせたものであった。
9歳のときに父と死別し、名を勇と改める。11歳で上京、叔父である男爵片岡利和の邸宅に書生として寄宿しながら工部大学校予科へ入ったが、16歳のとき、工部大学校の学費方針変更を受けて、全額官費で生活費も支給されるという札幌農学校に入学を決めた。

### 札幌農学校と海外武者修行
札幌農学校では内村鑑三、新渡戸稲造、宮部金吾らとともに二期生となった。教頭には前年帰国したウィリアム・スミス・クラークに代わって、その弟子であるウィリアム・ホイーラーが着任していた。ホイーラーは当時20代半ばの土木技術者であったが、わずか3年の任期の間に、今も残る札幌市時計台（旧農学校演武場）や、木鉄混合トラス構造の豊平橋を設計するなど活躍しており、国境を越えて貢献するその姿は、勇の進路に大きな影響を与えた。他に、セシル・ピーボディらから土木工学、数学、測量術、物理学などを学んだ。
在学中の1877年（明治10年）6月、勇ら同期生6人は、函館に駐在していたメソジスト系の宣教師メリマン・ハリスから洗礼を受けてキリスト教に改宗した。勇は彼らの中でも非常に熱心な信者であったが、ある日内村鑑三に「この貧乏国に在りて民に食べ物を供せずして宗教を教うるも益少なし。僕は今よりは伝道を断念して工学に入る」と宣言し、内村らに伝道を託したという。
1881年（明治14年）7月に札幌農学校卒業後、官費生の規定に従い開拓使御用掛に奉職、11月には媒田開採事務係で鉄路科に勤務し、北海道最初の鉄道である官営幌内鉄道の小樽-幌内間工事に携わり、初めて小規模の鉄道橋梁建設に携わった。翌年開拓使の廃止にともない工部省に移り、鉄道局で日本鉄道会社の東京-高崎間建設工事の監督として、荒川橋梁の架設にあたった。
翌1883年（明治16年）12月、単身私費で横浜港からアメリカ合衆国に渡った。師ホイーラーらの紹介で中西部セントルイスの陸軍工兵隊本部の技術者に採用され、ミシシッピ川とミズーリ川の治水工事に携わった後、チャールズ・シェイラー・スミス（Charles Shaler Smith）の設計事務所で橋梁設計に従事した。セントルイスでの両職場とも、当時世界最長のアーチ橋であり、鋼鉄を最初に用いた大規模橋梁でもあったイーズ橋のたもとにあり、強い印象を書き残している。当時スミスの事務所では、隣のケンタッキー州で北米初、かつ世界最長かつ最高高さのカンチレバー橋であるハイ橋（en:High_Bridge_of_Kentucky）を設計していた。
スミスの病没後は、はじめ南部バージニア州ロアノークにあるノーフォーク・アンド・ウェスタン鉄道、のちに北部デラウェア州の橋梁建設会社エッジ・ムーア・ブリッジ（Edge Moor Bridge）に移って技術者として働く傍ら、橋梁建築について英文で著した技術書『プレート・ガーダー・コンストラクション』（Plate-Girder Construction）を刊行した。同書は、理論から実践的な標準設計までを貫く内容から、アメリカの大学で教科書として長く使用され、1914年には5刷が出るほど好評だったという。

### 教育者にして実務家

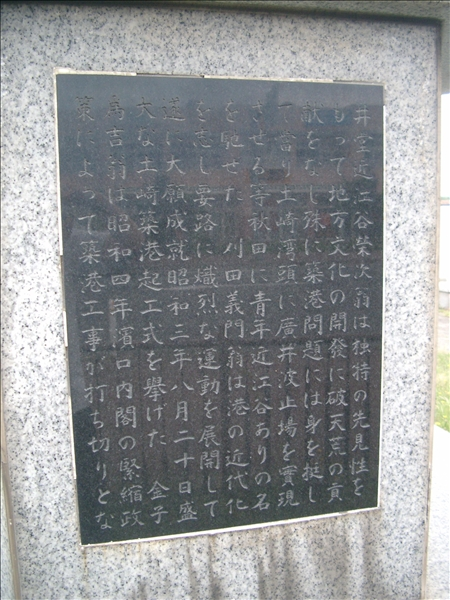
秋田港のセリオン（タワー）付近にある石碑。秋田港に「廣井波止場」の名がついたことを表す碑文が彫られている。

1887年（明治20年）、母校札幌農学校から、道庁への移管に伴い新設される工学科助教授への就任要請を受け、一旦ドイツのカールスルーエ大学に1年間、シュトゥットガルト大学に半年間留学して土木工学と水利工学を研究、バウ・インジュニュール（土木工師）の学位を得た後、1889年（明治22年）に帰国。札幌農学校工学科の教授に就任した。講義は英語中心で行われた。当時の工学科では卒業研究の題材に、道庁で実際に企画されている土木事業が選ばれており、研究成果は事業に活かされるなど、道庁土木機関のシンクタンクとしての機能も果たしていた。こうした中から、岡崎文吉、平野多喜松らが巣立っていった。
1889年（明治22年）頃から始まった秋田港（当時は「土崎港」）の築港に際し、秋田県の青年実業家・近江谷栄次（のちに衆議院議員）に招請され、13年後に改修が完了した秋田港には「廣井波止場」の名が付けられた。
1890年（明治23年）からは北海道庁技師を兼務し、函館港の築堤に携わった後、1893年（明治26年）、札幌農学校の文部省移管・工学科廃止に伴い技師専任となり、小樽築港事務所長に就任、小樽港開港に向けた整備に従事した。冬の季節風で激しい波浪に見舞われる岸壁に対して、勇は火山灰を混入して強度を増したコンクリートを開発、さらにそのコンクリートブロックを71度34分に傾斜させ並置する「斜塊ブロック」という独特な工法を採用し、1908年（明治41年）、1300mに及ぶ日本初のコンクリート製長大防波堤を完成させた。設計の際に用いた波圧の算出法は、広井公式と言われ現在も使われている。
工事中、勇は毎朝誰よりも早く現場に赴き、夜も最も遅くまで働いた。現場では半ズボン姿でコンクリートを自ら練る姿をしばしば見かけたという。この防波堤は、建設から100年以上経過した現在でも当時のままに機能しているが、たまたま結果として残ったという以上に、勇の準備が周到だったと言える。コンクリートの強度試験は、当初50年、大正以降に改められて実に100年後まで強度をテストするよう、実に6万個の供試体が用意され、実際に2005年現在もなお強度テストが行われているからである。
1899年（明治32年）、秋田港や小樽港の設計に感服した土木界の泰斗古市公威の推挙により、学外出身にも関わらず工学博士号を得て東京帝国大学教授となり、1919年（大正8年）には土木学会の第6代会長となった。勇は土木界へ、堀見末子、青山士、太田圓三、増田淳、八田與一、久保田豊、田中豊、宮本武之輔、石川栄耀ら、20年以上に渡り錚々たる逸材を送り出し、そのうち少なくない人々が海外へ雄飛した。学生への指導は厳しくも懇切で、教育者としての評価も高かった。「先生は毎日寝る直前に床を敷いて、明かりを消し、正座して30分間、今日一日精魂を込めて学生達を教育したか、反省して翌日の生活の糧にした」と伝えられる。
また、稚内港、函館港、釧路港、留萌港といった道内港湾の整備はもちろん、渡島水電による大沼水力発電所（函館市）、最初期の鉄筋コンクリート橋梁である広瀬橋（仙台市）、関東地方初の商業用ダムとして鬼怒川水力電気が建設した黒部ダム（日光市）など、多くの土木工事で設計指導にあたっておきながら、報賞の金品を渡そうとすると、「費用に余裕があるならば、その資金で工事を一層完璧なものにしていただきたい」と述べて拒絶したという。さらに、研究面では関門橋の原型となった下関海峡横断橋の設計、鉄筋コンクリートのためのセメント用法実験、日本で初めてカスチリアノの定理を用いた不静定構造の解法を解説するなどの業績を残している。
「生きている限り働く」「働けなくなれば死ぬだけだ」と常々語っていた勇は、文部省の進める国立大学への60歳定年制導入に反対したが、教授会の多数決で導入が決定されると、主張を異にする制度に従うことを潔しとしないことを主な理由に、1919年（大正8年）6月、57歳で依願退職した。1920年（大正9年）2月6日、東京帝国大学名誉教授の称号を授与された。

### 最後の大仕事
その頃、札幌市内の豊平橋は、かつて師ホイーラーが架設した木鉄混合トラス橋も、勇の一番弟子岡崎文吉による初代鉄橋も、洪水により落橋するなどして10年以上仮設状態のままになっていた。勇は技師の山口敬助と技手の高橋勝衛への設計指導に当たり、1924年（大正13年）、豊平橋は3連のブレースト・リブ・タイド・アーチによるアーチ橋として完成した。この2代目鉄橋は20年以上の長きに渡り、札幌の街並みと調和して市民に愛され、旭橋（旭川市、現存。設計指導は勇の教え子、吉町太郎一）・旧幣舞橋（釧路市、解体済）とともに「北海道三大名橋」と称された。架け替えに際して1964年（昭和39年）解体されたが、北海道開拓記念館に模型が残っている。
1928年（昭和3年）10月1日、狭心症により自宅にて急逝した。勇は生涯クリスチャンであり、死の4ヶ月前にも内村や新渡戸とともに宣教師ハリスの墓前祈祷会に参列していた。葬儀は生涯の友であった内村鑑三の司式により行われ、内村は弔辞の中で「廣井君在りて明治大正の日本は清きエンジニアーを持ちました。…『我が作りし橋、我が築きし防波堤がすべての抵抗に堪え得るや』との深い心配があったのであります。そしてその良心その心配が君の工学をして世の多くの工学の上に一頭地を抽（ぬき）んでしめたのであります。君の工学は君自身を益せずして国家と社会と民衆とを永久に益したのであります。広井君の工学はキリスト教的紳士の工学でありました。」と述べた。墓所は多磨霊園。
1929年（昭和4年）10月、小樽港を見下ろす公園に序幕された勇の胸像は、戦時中の金属供出によって撤去されたが、1953年（昭和28年）彫刻家中野五一の手によるものとして再建。1999年（平成11年）8月、運河公園に移設序幕されて、今も100年を超えた自らの畢生の作を見守っている。

## 親族
- 久保田敬一 - 長女の夫。鉄道次官。貴族院男爵議員。

## 栄典
位階
- 1891年（明治24年）12月21日 - 従七位[15]
- 1919年（大正8年）6月30日 - 正三位[16]

勲章等
- 1900年（明治33年）6月30日 - 勲六等瑞宝章[17]
- 1903年（明治36年）12月26日 - 勲五等瑞宝章[18]
- 1916年（大正5年）7月29日 - 勲二等瑞宝章[19]
- 1928年（昭和3年）10月1日 - 帝都復興記念章[20]

## 主な功績等
- 小樽港の築港（小樽港北防波堤）
- 秋田港の築港（廣井波止場）
- 渡島水電による大沼水力発電所の設計指導

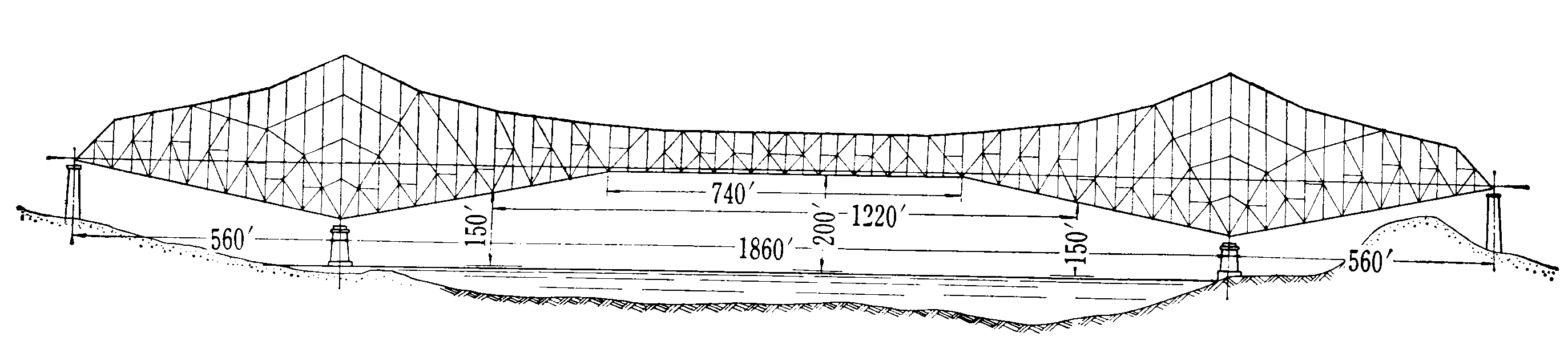
広井の設計した関門海峡横断鉄道橋、実際にはトンネルが選択されたため建設されなかった

- 最初期の鉄筋コンクリート橋梁である、広瀬橋（仙台市）の設計指導
- 関東地方初の商業用ダムである、鬼怒川水力電気黒部ダム（日光市。黒部川の黒四ダムこと黒部ダムとは異なる）の設計指導
- カスチリアノの定理の日本への導入
- 関門橋の原型となった下関海峡横断橋の設計
- 旧豊平橋の設計指導

## 主な著作
- Plate Girder Construction. Van Nostrand Science Series #95. 1888. - 在米中、26歳の頃の著作
- 築港（全5巻、1898年（明治31年）～1902年（明治35年））
- The Statically Indeterminate Stresses in Frames Commonly Used for Bridges Van Nostrand Pub. 1905 - カスチリアノの定理の解説書。1915年に改訂増補
- 日本港湾史（1927年（昭和2年））

## 関連書籍
- 広井勇君之小伝（宮部金吾著 北海道大学札幌同窓会 1928年）
- 工学博士広井勇伝（広井工学博士記念事業会編 工事画報社 1930年） - 題字は古市公威による
- 札幌農学校（蝦名賢造著 新評論 1991年）
- 小樽港民（廣井勇・伊藤長右衛門両先生胸像帰還実行委員会 1999年）
- 山に向かいて目を挙ぐ 工学博士・広井勇の生涯（高崎哲郎著 鹿島出版会 2003年）
- 土木技術者の気概: 廣井勇とその弟子たち（高橋裕著 鹿島出版会 2014年） - 著者は東京大学の最終講義を「広井勇を目指して教員生活を送ってきたが、足元にも及ばなかったことを悔いる」と締め括った[10]。